# Gernot Fraydl
Gernot Fraydl (ur. 10 grudnia 1939 w Grazu) – piłkarz austriacki grający na pozycji bramkarza. W swojej karierze rozegrał 27 meczów w reprezentacji Austrii.

## Kariera klubowa
Swoją karierę piłkarską Fraydl rozpoczął w klubie Grazer AK. W 1957 roku awansował do pierwszej drużyny i w sezonie 1957/1958 zadebiutował w nim w austriackiej ekstraklasie. W zespole z Grazu grał do końca sezonu 1960/1961.
Latem 1961 Fraydl przeszedł do Austrii Wiedeń. W sezonie 1961/1962 oraz w sezonie 1962/1963 wywalczył z Austrią dublet – mistrzostwo oraz Puchar Austrii. W 1965 roku odszedł z Austrii do Wackeru Innsbruck, w którym spędził sezon. Z kolei w sezonie 1966/1967 grał w SC Bregenz.
W 1967 roku Fraydl wyjechał do Stanów Zjednoczonych. Najpierw przez rok grał tam w klubie Philadelphia Spartans, a przez kolejny w zespole St. Louis Stars.
W 1968 roku Fraydl został zawodnikiem Herthy BSC. W niemieckiej Bundeslidze zadebiutował 17 sierpnia 1968 w przegranym 0:2 wyjazdowym meczu z Eintrachtem Frankfurt. W Hercie grał przez dwa lata. W sezonie 1970/1971 był zawodnikiem drugoligowego TSV 1860 Monachium, a w sezonie 1971/1972 w First Vienna FC 1894, w którym zakończył karierę.
| Sezon   | Klub                  | Kraj              | Rozgrywki     | Mecze | Bramki |
| ------- | --------------------- | ----------------- | ------------- | ----- | ------ |
| 1957/58 | Grazer AK             | Austria           | Bundesliga    | 18    | 0      |
| 1958/59 | Grazer AK             | Austria           | Bundesliga    | 12    | 0      |
| 1959/60 | Grazer AK             | Austria           | Bundesliga    | 15    | 0      |
| 1960/61 | Wiener SC             | Austria           | Bundesliga    | 26    | 0      |
| 1961/62 | Austria Wiedeń        | Austria           | Bundesliga    | 26    | 0      |
| 1962/63 | Austria Wiedeń        | Austria           | Bundesliga    | 26    | 0      |
| 1963/64 | Austria Wiedeń        | Austria           | Bundesliga    | 25    | 0      |
| 1964/65 | Austria Wiedeń        | Austria           | Bundesliga    | 5     | 0      |
| 1965/66 | Wacker Innsbruck      | Austria           | Bundesliga    | 24    | 0      |
| 1966/67 | SC Bregenz            | Austria           | Bundesliga    | 17    | 0      |
| 1967    | Philadelphia Spartans | Stany Zjednoczone | NPSL          | 25    | 0      |
| 1968    | St. Louis Stars       | Stany Zjednoczone | NPSL          | 9     | 0      |
| 1968/69 | Hertha BSC            | RFN               | Bundesliga    | 18    | 0      |
| 1969/70 | Hertha BSC            | RFN               | Bundesliga    | 13    | 0      |
| 1970/71 | TSV 1860 Monachium    | RFN               | 2. Bundesliga | 31    | 0      |
| 1971/72 | First Vienna FC       | Austria           | Bundesliga    | 20    | 0      |

## Kariera reprezentacyjna
W reprezentacji Austrii Fraydl zadebiutował 27 maja 1961 roku w wygranym 3:1 towarzyskim meczu z Anglią, rozegranym w Wiedniu. W swojej karierze grał w eliminacjach do Euro 64, do MŚ 1966 i do MŚ 1970. Od 1961 do 1970 roku rozegrał w reprezentacji 27 meczów.